# Broučci

Broučci (Lucioles) est un classique de la littérature enfantine tchèque. Écrit par Jan Karafiát, il fut publié au début des années 1870. En tchèque, broučci désigne aussi les personnages de contes de fées qui ont des formes d'insectes
Initialement publié anonymement en 1876, Broučci pro malé i velké děti (Lucioles pour petits et grands enfants) reçut peu d'attention de la part de la critique, mais fut redécouvert en 1893 par Gustav Jaroš (cs) dans la revue Čas (časopis) (cs), initiant une vague un succès durable pour ce livre.
Ce ne fut qu'à la dixième édition, en 1912 que l'ouvrage fut édité sous le nom de son auteur. En 1942, il fut traduit en anglais et on comptait 80 éditions en langue tchèque en 2004, dont une des plus célèbres fut illustrée par Jiří Trnka. Václav Trojan (en) s'en inspira aussi pour une de ses compositions.

## Adaptations
- 1967 : série de courts films animés Broučci par Libuše Koutná

## Galerie

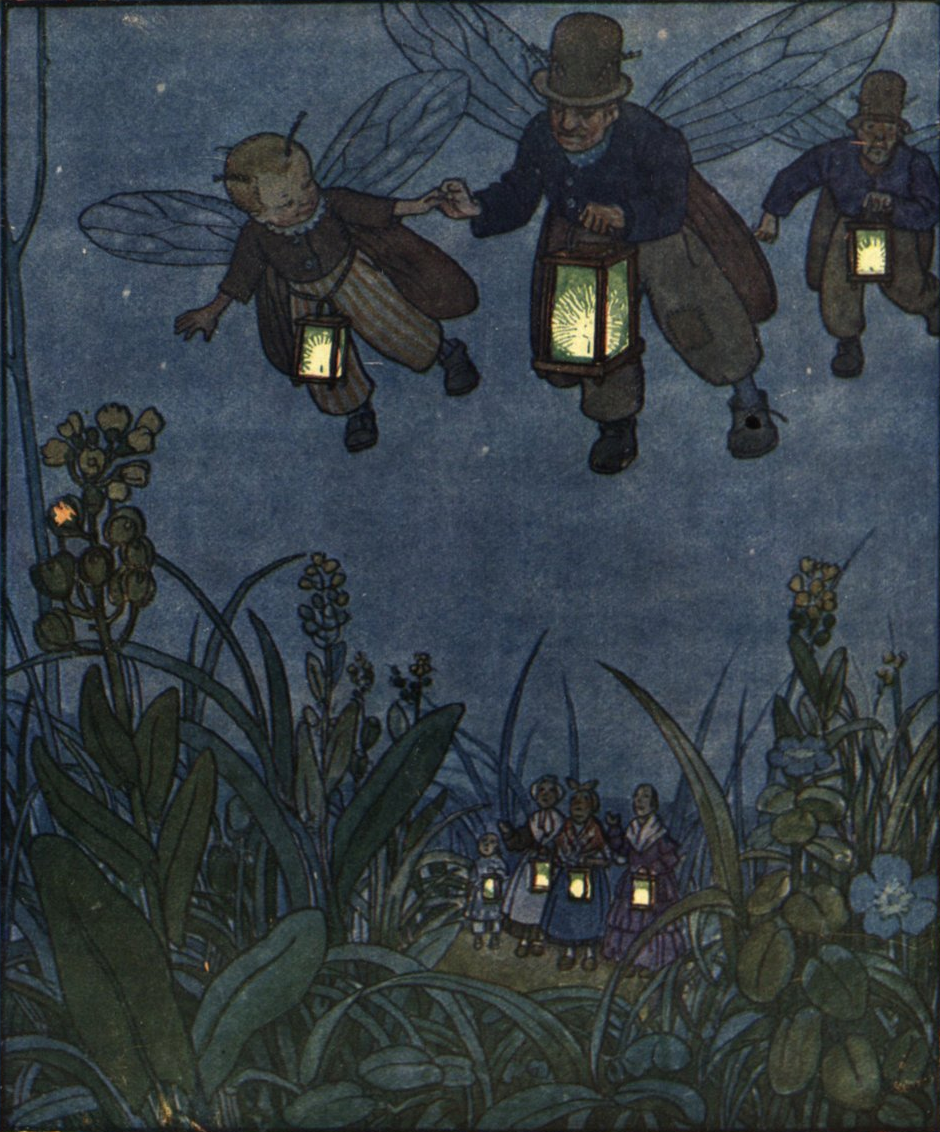
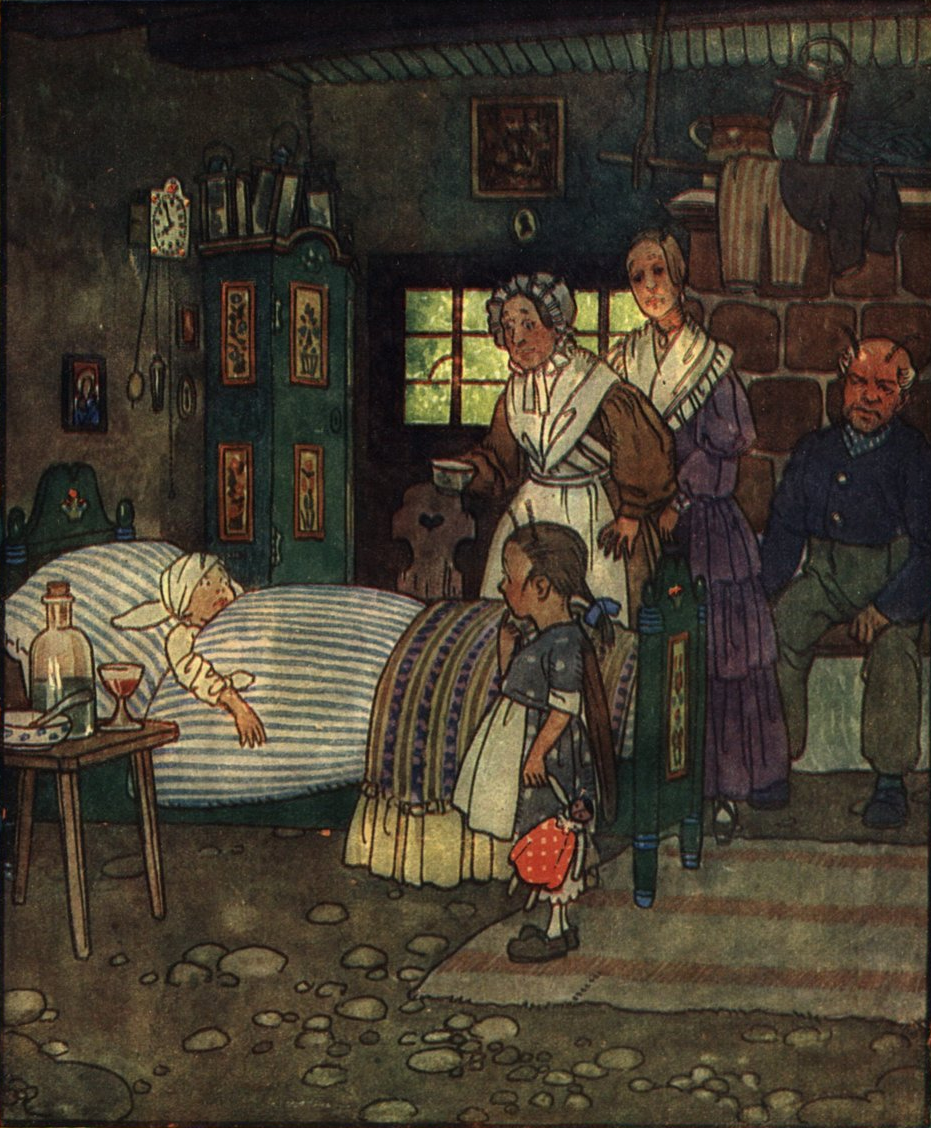
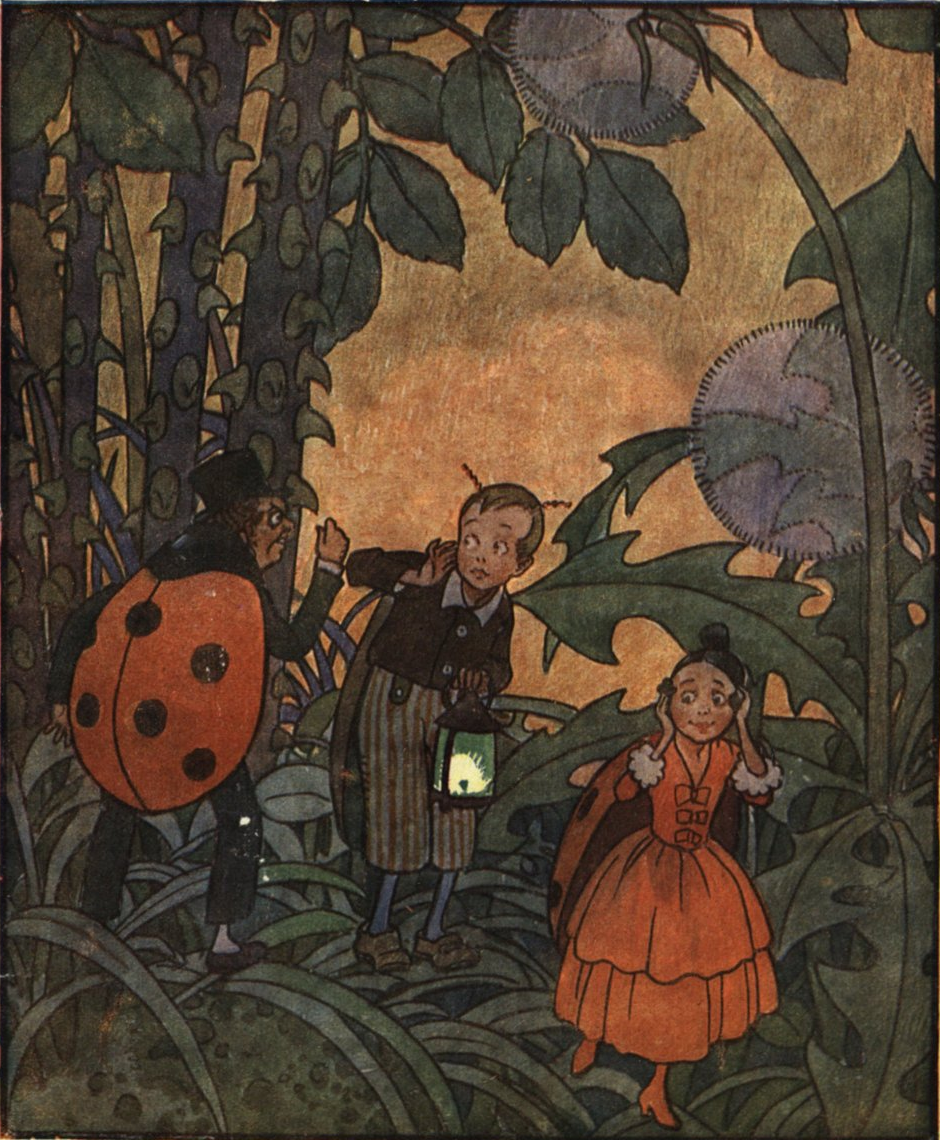
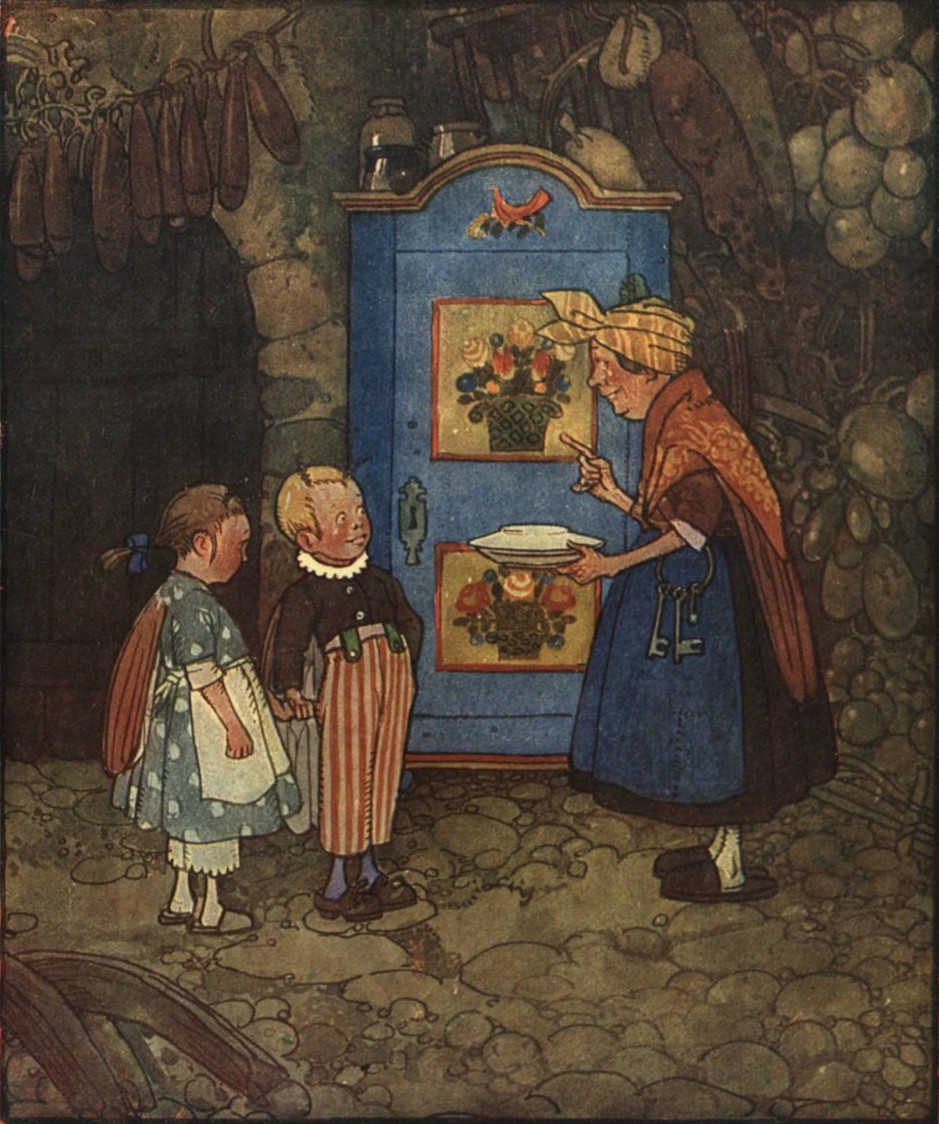

- Édition de 1876
- Édition de 1902

Illustrations de Josef Wenig